# Штигльмайр, Йозеф
Йозеф Штигльмайр (нем. Joseph Stiglmayr; 1 марта 1851, Пфаффенхофен-на-Ильме — 22 мая 1934, Мюнхен) — немецкий историк церкви.
В 1873 г. вступил в орден иезуитов. В 1892—1915 гг. преподавал древние языки в колледже Stella Matutina в Фельдкирхе, затем в церковном семинаре в Диллингене. Опубликовал монографию «Отцы Церкви и классицизм» (нем. Kirchenväter und Klassizismus; 1913), книгу об иезуитах (1918) и ряд других научных трудов, из которых наиболее значительны работы, посвящённые Псевдо-Дионисию Ареопагиту: Штигльмайр, наряду с Хуго Кохом, писал о сочинениях Прокла как источнике Ареопагитик, а в поздней статье выдвинул предположение об их принадлежности Северу Антиохийскому.